# 囊形扭江珧
囊形扭江珧（学名：Streptopinna saccata），又稱袋狀江珧蛤，为江珧科扭江珧属的动物。分布于印度西太平洋区以及中国大陆的广东、海南等地，属于暖水性种。其仅见于潮下带浅水区以及附着在岩石或珊瑚礁间。该物种的模式产地在印度洋。